# 파비안 고틀리프 폰 벨링스하우젠

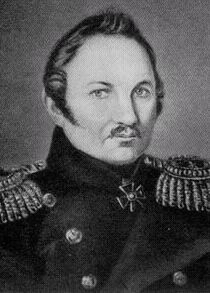
파비안 고틀리프 폰 벨링스하우젠

파비안 고틀리프 타데우스 폰 벨링스하우젠(독일어: Fabian Gottlieb Thaddeus von Bellingshausen, 러시아어: Фадде́й Фадде́евич Беллинсга́узен 파데이 파데예비치 벨린스가우젠[*], 1778년 ~ 1852년)은 러시아의 탐험가이자, 해군 군인으로, 흔히 남극 대륙을 처음 발견한 사람으로 잘 알려져 있다.

## 생애
벨링스하우젠은 1778년에 러시아 제국의 외젤 섬(오늘날의 에스토니아 사레마)의 발트 독일인 가정에서 태어났다. 1819년에는 당시의 러시아 제국의 황제이던 알렉산드르 1세의 명령으로 남쪽으로의 원양 항해를 나서, 1820년에 인류 역사상 최초로 남극을 발견하게 된다. 1821년에는 페테르 1세 섬을 발견하였다. 1828년부터 1829년까지는 러시아-투르크 전쟁에 참전하였다.